# Clash of Champions (2020)
Clash of Champions (2020) là một sự kiện đấu vật chuyên nghiệp pay-per-view và sự kiện WWE Network, được sản xuất bởi WWE cho thương hiệu Raw và SmackDown. Nó diễn ra ngày 27 tháng 9 năm 2020 tại Amway Center ở Orlando, Florida. Đây là sự kiện thứ tư trong niên đại Clash of Champions.
Sự kiện ban đầu được tổ chức ngày 20 tháng 9 năm 2020 tại nhà thi đấu Prudential Center tại Newark, New Jersey nhưng thống đốc Phil Murphy đã tuyên bố hủy các sự kiện tập trung trên 50 người do ảnh hưởng của Đại dịch COVID-19. Sự kiện được tổ chức tại WWE ThunderDome.

## Sản xuất